# Friedrich Otto Mencke
Friedrich Otto Mencke est un érudit allemand, né à Leipzig en 1708, mort dans cette ville en 1754. Il est le fils de Johann Burckhardt Mencke.
Après avoir complété ses études par des voyages à travers les universités de l’Allemagne, il succéda à son père dans la chaire d’histoire à Leipzig et reçut de l’électeur de Saxe le titre de conseiller aulique. Il reçut de son père la direction des Acta eruditorum, fondés par son grand-père Otto Mencke, et des Nouvelles gazettes, fondées par son père. 

## Œuvres
On a de lui des éditions de la Respublica juris consultorum de Gennare, et des Opera selecta d’Ant. Campani. 
Ses ouvrages sont : 
- De vita, moribus, scriptis meritisque Hier. Fracastorii (Leipzig, 1732, in-4°) ;
- Bibliotheca virorum militia æque ac scriptis illustrium (Leipzig, 1734, in-8°), qui contient 256 notices biographiques;
- Historia vitæ inque litteras meritorum Angeli Politiani (Leipzig, 1736, in-4°) ;
- Specimen animadversionum in Basilii Fabri Thesaurum eruditionis scholasticæ (Leipzig, 1741, in-12) ;
- Observationum linguæ latinæ liber (Leipzig,1745, in-8°) ;
- Miscellanea Lipsiensia nova ad incrementum scientiarum (Leipzig, 1742-1754, 10 vol. in-8°) ;
- De hodierna litterarum per præcipuas Europæ cultioris partes facie et statu, dans les Acta societatis latinæ Ienensis (t. II, p. 3-19) ;
- De Romanorum veterum stipendias militaribus dissertatio, à la suite de l’édition qu’il donna en 1734 des Dissertationes litteraris de son père.

## Source
« Friedrich Otto Mencke », dans Pierre Larousse, Grand dictionnaire universel du XIXe siècle, Paris, Administration du grand dictionnaire universel, 15 vol., 1863-1890 [détail des éditions].